# Aquiles Priester
Aquiles Priester (Otjo, 25 giugno 1971) è un batterista brasiliano.
È noto per la militanza negli Angra.

## Biografia
Nato in Sudafrica e trasferitosi in Brasile sin dall'età di 5 anni, Priester si innamora della musica nel 1985, corteggiato dalla prima edizione del festival di fama mondiale "Rock in Rio", che ha un notevole impatto sulla scena musicale brasiliana. Influenzato dalla musica heavy metal, avendo come punto di riferimento Nicko McBrain degli Iron Maiden, lavora con molte band nella città di Porto Alegre, dove viveva all'epoca.
Inizia ad essere notato come musicista quando la sua carriera lo porta nella formazione della band locale degli Hangar, un punto di partenza per gli Angra in un ingaggio a Porto Alegre nel 1998. Nell'anno seguente, Priester viene invitato a registrare Nomad, l'album solista del primo cantante degli Iron Maiden, Paul Di'Anno, registrato in Brasile solamente con musicisti brasiliani, tra cui il futuro bassista degli Angra Felipe Andreoli. Partecipa inoltre al tour che segue l'uscita di Nomad: questa esperienza, unita al grande talento, rende Aquiles il perfetto candidato per la nuova formazione degli Angra. Nel 2010 intraprende un tour europeo col chitarrista Vinnie Moore, entrando nella band come batterista.
Nel 2007 si separa dagli Angra; mentre nel 2011 partecipa, insieme ad altri 6 tra i maggiori batteristi del mondo, all'audizione indetta dai Dream Theater per trovare un sostituto a Mike Portnoy, che abbandona la band improvvisamente.
Nel 2014 viene ufficializzata una collaborazione tra continenti con i tedeschi Primal Fear, collaborazione che sfuma nell'arco di pochi mesi e pochi show; a causa dell'enorme distanza infatti, le due parti decidono di comune accordo di interrompere i rapporti lavorativi.
Successivamente collabora con Tony Macalpine e resta attivo negli Hangar.
Dal 2017 entra in pianta stabile nella formazione della band Heavy metal W.A.S.P..
Dal 2019 riprende la collaborazione con l'ex collega Edu Falaschi (ex-Angra), diventando il batterista del suo omonimo progetto solista.

## Discografia

### Paul Di'Anno
- 2000 - Nomad

### Angra
- 2001 - Rebirth
- 2002 - Hunters and Prey (EP)
- 2002 - Rebirth World Tour - Live in São Paulo
- 2004 - Temple of Shadows
- 2006 - Aurora Consurgens

### Hangar
- 1999 - Last Time
- 2001 - Inside Your Soul
- 2007 - The Reason Of Your Conviction
- 2009 - Infallible
- 2011 - Acoustic But Plugged In
- 2014 - The Best of 15 Years (Based On a True Story...)
- 2016 - Stronger Than Ever
- 2016 - Live in Brusque/SC Brazil

### Noturnall
- 2014 - Noturnall
- 2014 - First Night Live (DVD)
- 2015 - Back to F*** You Up!|Back to F*** You Up

### Tony MacAlpine
- 2015 - Concrete Gardens

### Edu Falaschi
- 2020 - Temple of Shadows in Concert